# Aspidiotus pacificus
Aspidiotus pacificus är en insektsart som beskrevs av Williams och Watson 1988. Aspidiotus pacificus ingår i släktet Aspidiotus och familjen pansarsköldlöss. Inga underarter finns listade i Catalogue of Life.